# Villa Bonn (Kronberg im Taunus)

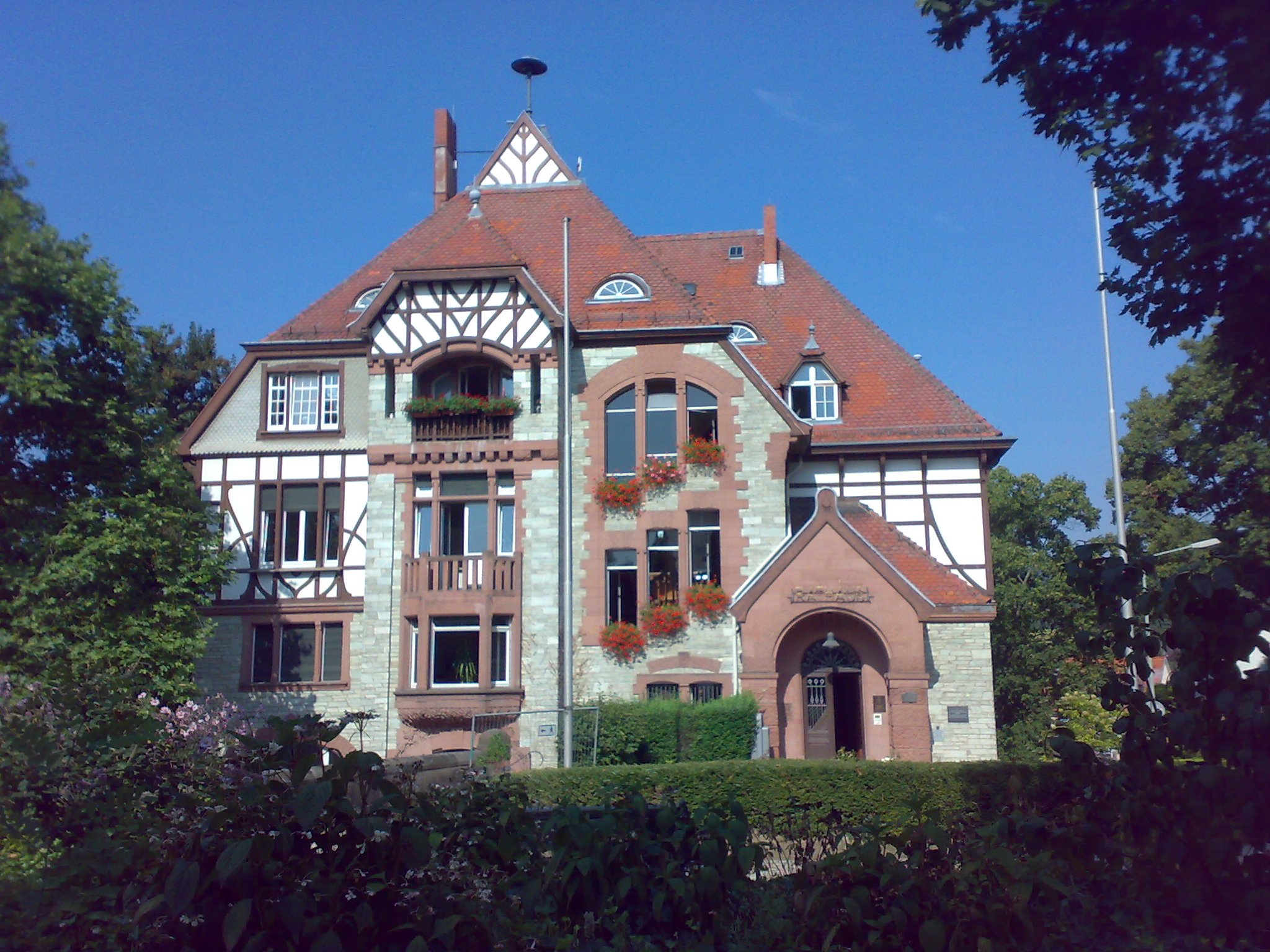
Villa Bonn

Die Villa Bonn ist eine ehemalige großbürgerliche Villa, die heute das Rathaus der Stadt Kronberg im Taunus ist.

## Sommersitz
Von 1901 bis 1905 ließ der Frankfurter Bankier Wilhelm Bonn (* 16. März 1843 in Frankfurt am Main; † 21. Oktober 1910 in Kronberg im Taunus) die Villa Bonn errichten. Auf dem Gelände, das durch Zukauf erweitert wurde, hatte die Familie Bonn bereits seit 1864 einen Sommersitz. Baruch und Betty Bonn, die Eltern von Wilhelm Bonn waren reiche jüdische Bankiers und hatten das Anwesen in diesem Jahr erworben und zu einem repräsentativen Sommersitz umbauen lassen. Baruch Bonn war als Mitgründer der Eisenbahngesellschaft an der Eisenbahnanbindung Kronbergs beteiligt. Die Eheleute Bonn waren auch sozial engagiert, z. B. als Förderer der Stiftung Baruch und Betty Bonn'sche Versorgungshaus der Gemeinde Cronberg, der Armenkasse und des Krankenhaus-Vereins.
In der zweiten Generation wurde das Haus zunächst von Philipp Bonn und seiner Schwester Charlotte Wetzlar genutzt. Nach dem Tod von Philipp Bonn erbte Wilhelm Bonn das Anwesen.
Das Gebäude wurde vom Hamburger Architekten Alfred Löwengard im Stil des Historismus mit Jugendstil-Anklängen errichtet. Um das Haus wurde ein Park nach englischem Vorbild angelegt.

## Rathaus
Das Kronberger Rathaus befand sich seit dem 15. Jahrhundert in verschiedenen Häusern in der Altstadt (Tanzhaus, Haus „Drei Ritter“). Danach wurden die Geschäfte des Magistrats im Erdgeschoss des Schulhauses an der Katharinenstraße durchgeführt. Später wurde das Haus Frankfurter Straße 2 (heutiger Berliner Platz, abgerissen 1934) als Rathaus genutzt. Am 21. Januar 1922 erwarb die Stadt von Emma, Max und Richard Bonn, den Kindern Wilhelm Bonns, die Villa Bonn an der Katharinenstraße für 750.000 Mark und baute sie als Rathaus um. Die ehemalige Empfangs- und Festhalle der Villa wurde zum Sitzungssaal der Stadtverordneten, der frühere Speisesaal zum Büro des Bürgermeisters. Die ehemalige Küche dient heute als Vorzimmer des Bürgermeisters. Die auf der gegenüberliegenden Seite der Katharinenstraße liegenden Wirtschaftsgebäude der Villa Bonn hatten seitdem unterschiedliche Nutzungen (Berufsschule, Gefängnis, öffentliches Wannen- und Brausebad, Einwohnermeldeamt, Ordnungsamt, Station des Deutschen Roten Kreuzes). Die erste Stadtverordnetensitzung fand in der Villa Bonn bereits am 10. Juli 1922 statt.

## Ehrenbürgerwürde und Zeit des Nationalsozialismus
Wilhelm Bonn setzte die soziale Tradition seiner Eltern fort und errichtete 1890 zusammen mit seinen Brüdern Philipp und Leopold eine Stiftung für das „Baruch und Betty Bonn’sches Versorgungshaus der Gemeinde Cronberg“, eine Wohneinrichtung für Alte, Arme und Pflegebedürftige. Wilhelm sowie seine Brüder Philipp, Moritz und Leopold wurden dafür die Ehrenbürgerwürde der Stadt Kronberg verliehen, außerdem wurde die heutige Wilhelm-Bonn-Straße nach ihm benannt.
In der Zeit des Nationalsozialismus wurden das Versorgungshaus (heute Wilhelm-Bonn-Straße 26) ab 1938 als Sitz der örtlichen NSDAP genutzt, die Ehrungen widerrufen und Emma Bonn in das KZ Theresienstadt deportiert und dort 1942 ermordet.

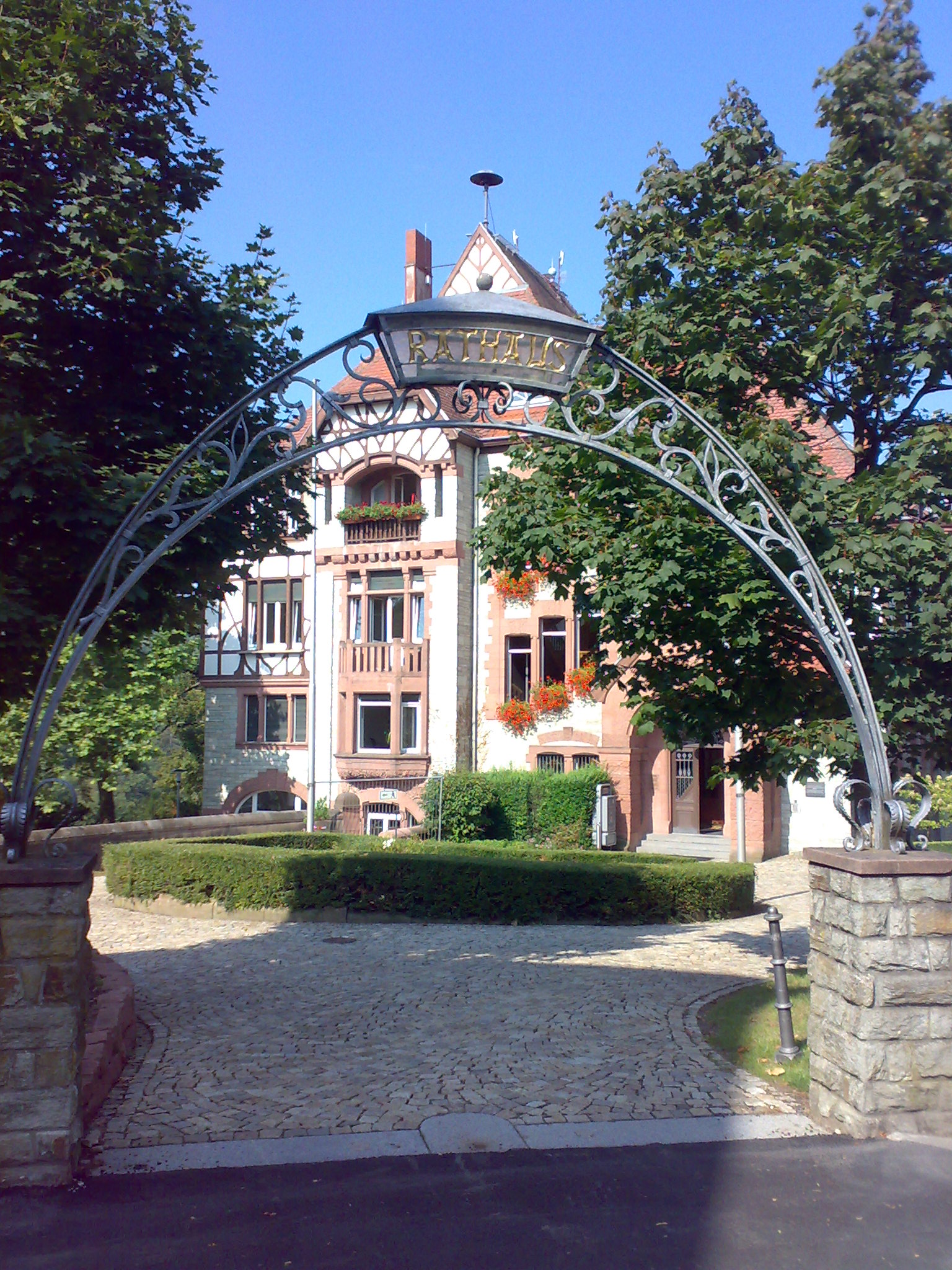
Eingang
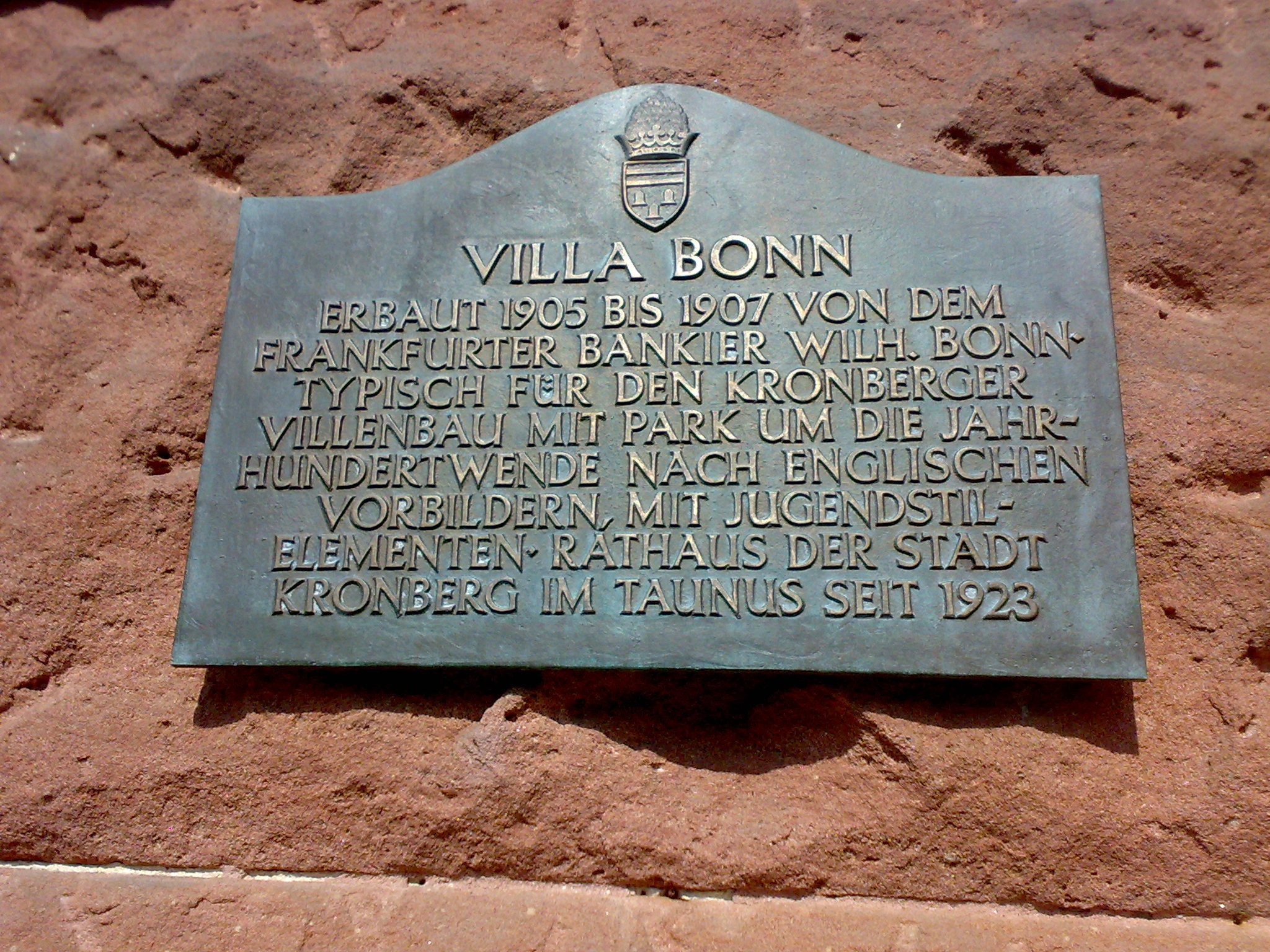
Infotafel
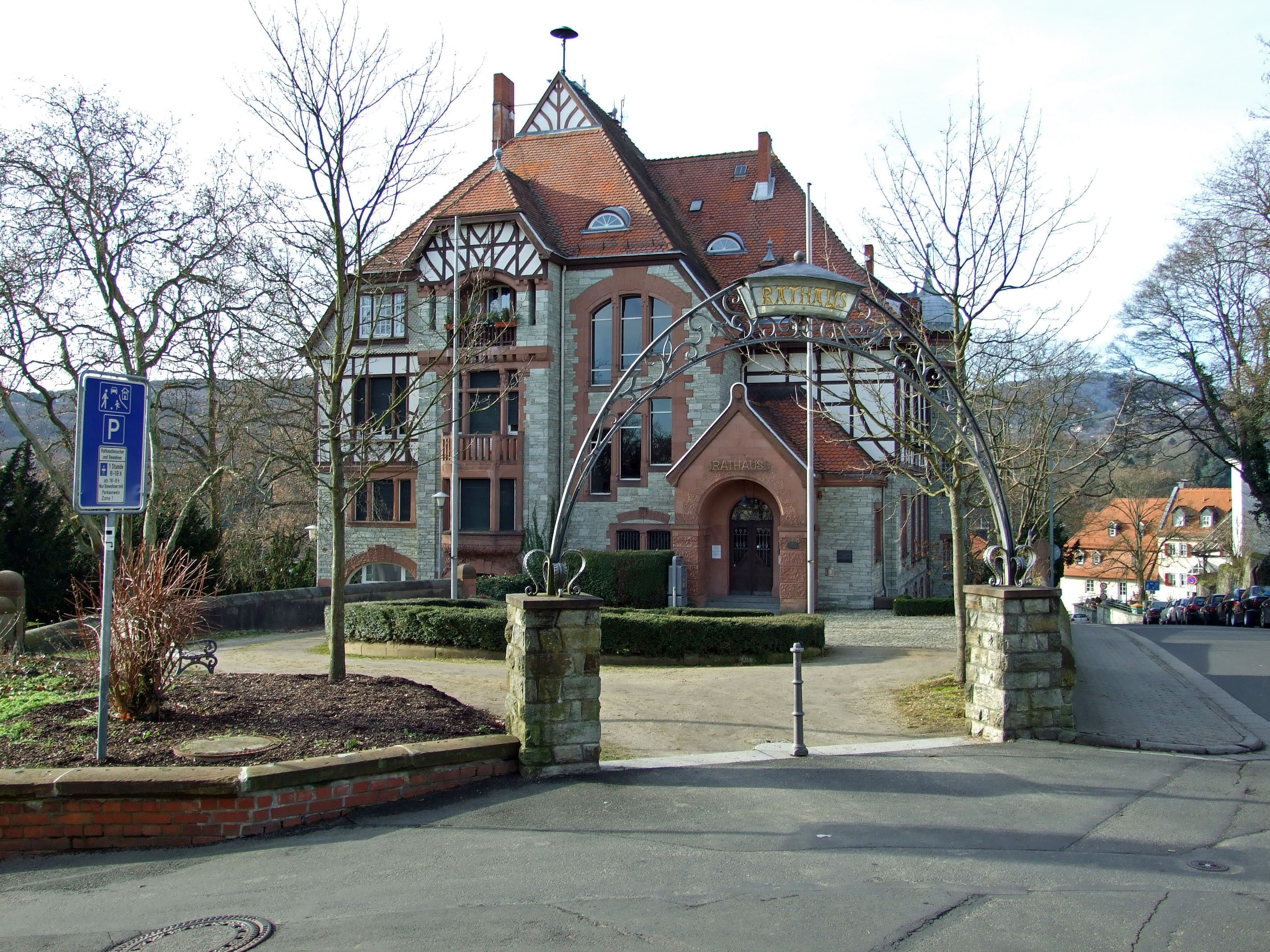
Villa Bonn